# Ildar Abdulowitsch Ibragimow

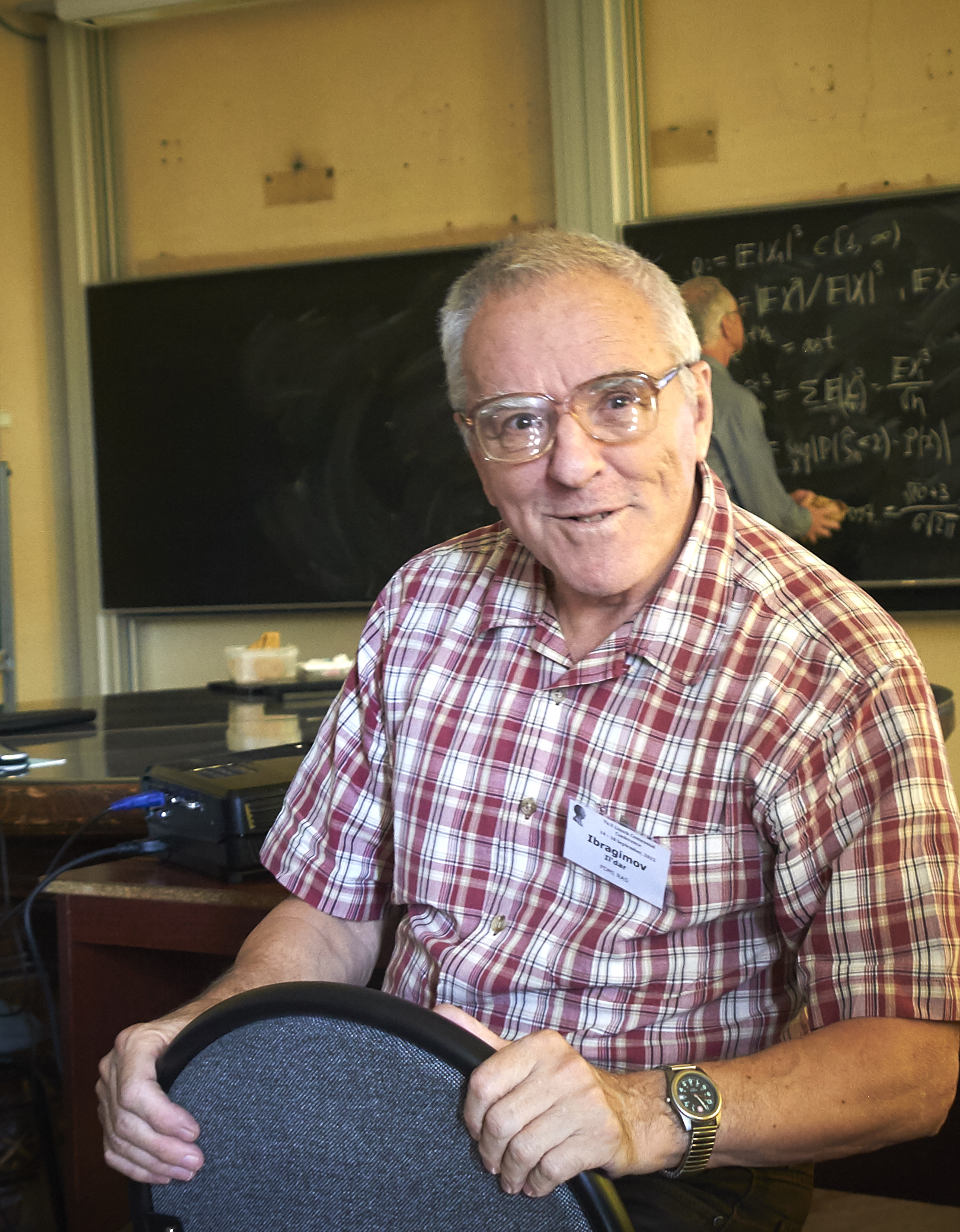
Ildar Abdulowitsch Ibragimow (2015)

Ildar Abdulowitsch Ibragimow (russisch Ильдар Абдулович Ибрагимов, englische Transkription Ildar Ibragimov; * 15. Juli 1932 in Leningrad) ist ein russischer Mathematiker, der sich mit Wahrscheinlichkeitstheorie und mathematischer Statistik beschäftigt.

## Leben
Ibragimow ist der Sohn eines Professors für Forstwissenschaft mit baschkirischer Herkunft und einer Ärztin mit tatarischen Ursprüngen in Kasan. Er studierte an der Staatlichen Universität Leningrad, wo er 1956 seinen Abschluss in Mathematik machte, 1960 bei Juri Linnik promoviert wurde (Einige Grenzwertsätze für strikt stationäre stochastische Prozesse) und sich 1967 habilitierte (russischer Doktortitel). 1969 wurde er Professor für Wahrscheinlichkeitstheorie an der Staatlichen Universität in Leningrad.
Er ist leitender Wissenschaftler und Direktor des Labors für statistische Methoden am Steklow-Institut in Sankt Petersburg, eine Position, die er dort seit 1972 als Nachfolger seines Lehrers Juri Linnik innehat. Er ist Mitglied der Russischen Akademie der Wissenschaften (korrespondierendes Mitglied seit 1990, volles Mitglied seit 1997). 1970 erhielt er den Leninpreis. 1989 war er Wald Lecturer des Institute of Mathematical Statistics. 1966 war er Invited Speaker auf dem Internationalen Mathematikerkongress in Moskau (Einige Aspekte der Spektraltheorie stationärer Prozesse).

## Schriften
- mit Linnik Independent and stationary sequences of random variables, Groningen, Wolters-Noordhoff 1971
- mit Y. A. Rosanov Gaussian Random Processes, Springer Verlag 1978
- mit R. Z. Hasminskii Statistical estimation- asymptotic theory, Springer Verlag 1981
- Herausgeber mit A. Yu. Zaitzev Probability theory and mathematical statistics, Gordon and Breach 1996
- Herausgeber mit N. Balakrishnan, V. B. Nevzorov Asymptotic methods in probability and statistics with applications, Birkhäuser 2001